# Aeronca 7 Champion
El Aeronca 7 Champion, o simplemente Champ es un avión monomotor de tren de aterrizaje fijo, utilizado para entrenamiento o uso personal. Fue el diseño más exitoso de Aeronca Aircraft.

## Desarrollo y diseño

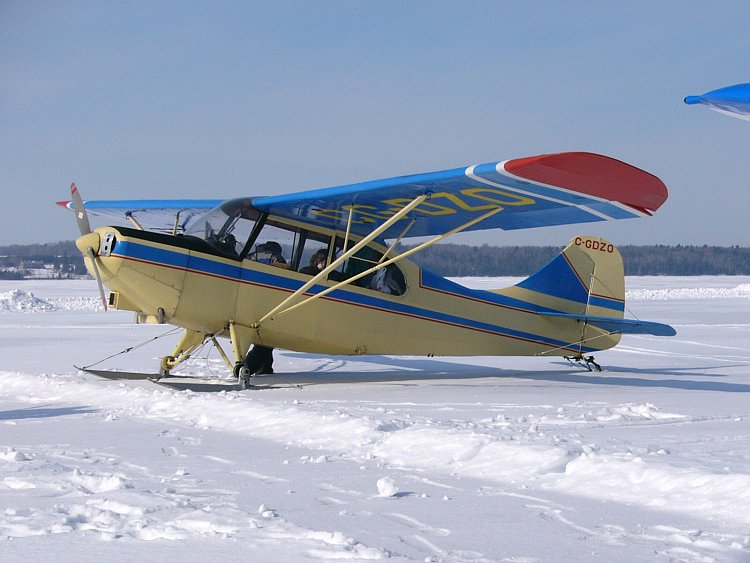
Aeronca 7AC Champion sobre esquís.

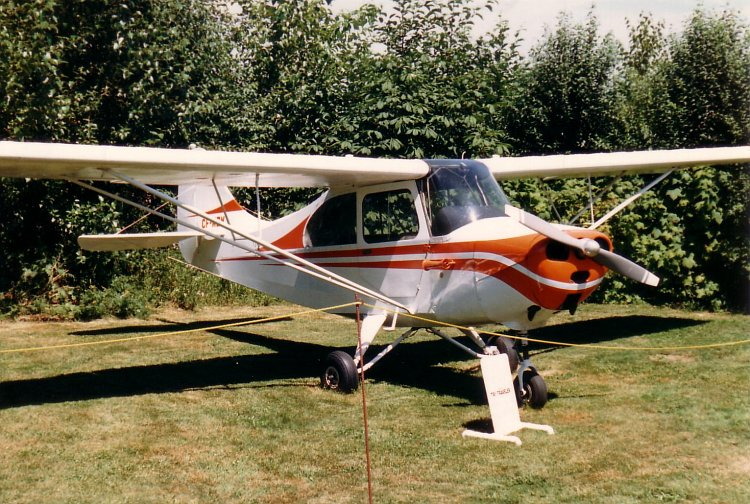
Champion 7FC Tri-Traveller en el Canadian Museum of Flight.

Similar a su competidor directo, el Piper J-3 Cub, el Modelo 7 era un avión biplaza monomotor que, sin embargo, poseía mejoras como un carenado completo del motor, permitiendo una mejor aerodinámica debido a un fuselaje más ancho. Un centro de gravedad que permite su vuelo por una persona, pilotando desde el asiento trasero o delantero; esto último posibilita una mejor visibilidad en los despegues y aterrizajes, o al desplazarse en tierra.
Las alas, el tren de aterrizaje y el empenaje, corresponden al anterior Aeronca 65. La estructura del fuselaje y las superficies de cola están construidas con tubos de acero soldados. La forma exterior del fuselaje está creada con una combinación de cuadernas y larguerillos de madera, con recubrimiento de tela. En la construcción de las alas, se usaron largueros de madera, aunque las versiones construidas por American Champion se construyeron con largueros de aluminio.
El tren de aterrizaje, si bien partió en la versión original siendo de tipo convencional (con una rueda de cola maniobrable), con el cambio de versiones, se pasó a utilizar un tren de aterrizaje triciclo. Las versiones 7AC, 7CCM, 7DC y 7EC, han sido aprobadas para operar como hidroaviones, tomando las respectivas denominaciones S7AC, S7CCM, S7DC y S7EC.

## Historia operacional
El Champion ha tenido una larga historia productiva, que ha pasado por tres compañías diferentes. Entre 1946 y 1951, se vendieron más de 7000 unidades, que fueron fabricadas por Aeronca Aircraft.
Tras ceder sus derechos de producción, el Champion fue fabricado por la Champion Aircraft de Osceola, Wisconsin, que mantuvo el modelo en constantes mejoras hasta 1970, fecha en que esta compañía es adquirida por AviaBellanca Aircraft, continuando la producción a partir de los modelos Citabria y Decathlon.
En 1989, American Champion Aircraft Corporation adquiere los derechos sobre el Champion y sus diseños relacionados. En 2007, debido a la nueva categoría introducida por la FAA de Light Sport, se reinicia la producción de una nueva versión del Champion 7EC.

## Variantes

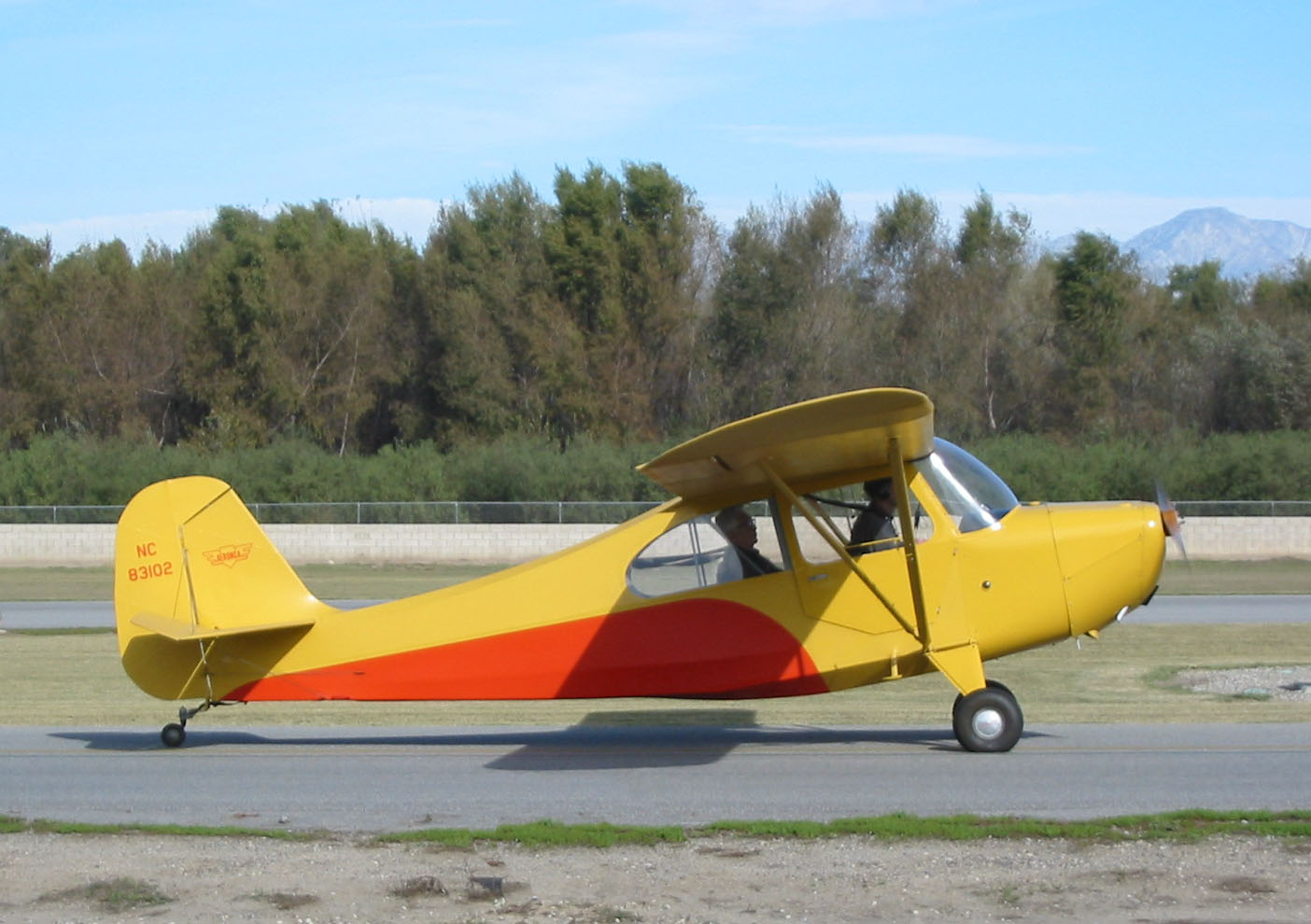
Modelo Aeronca 7AC Champion de 1946.

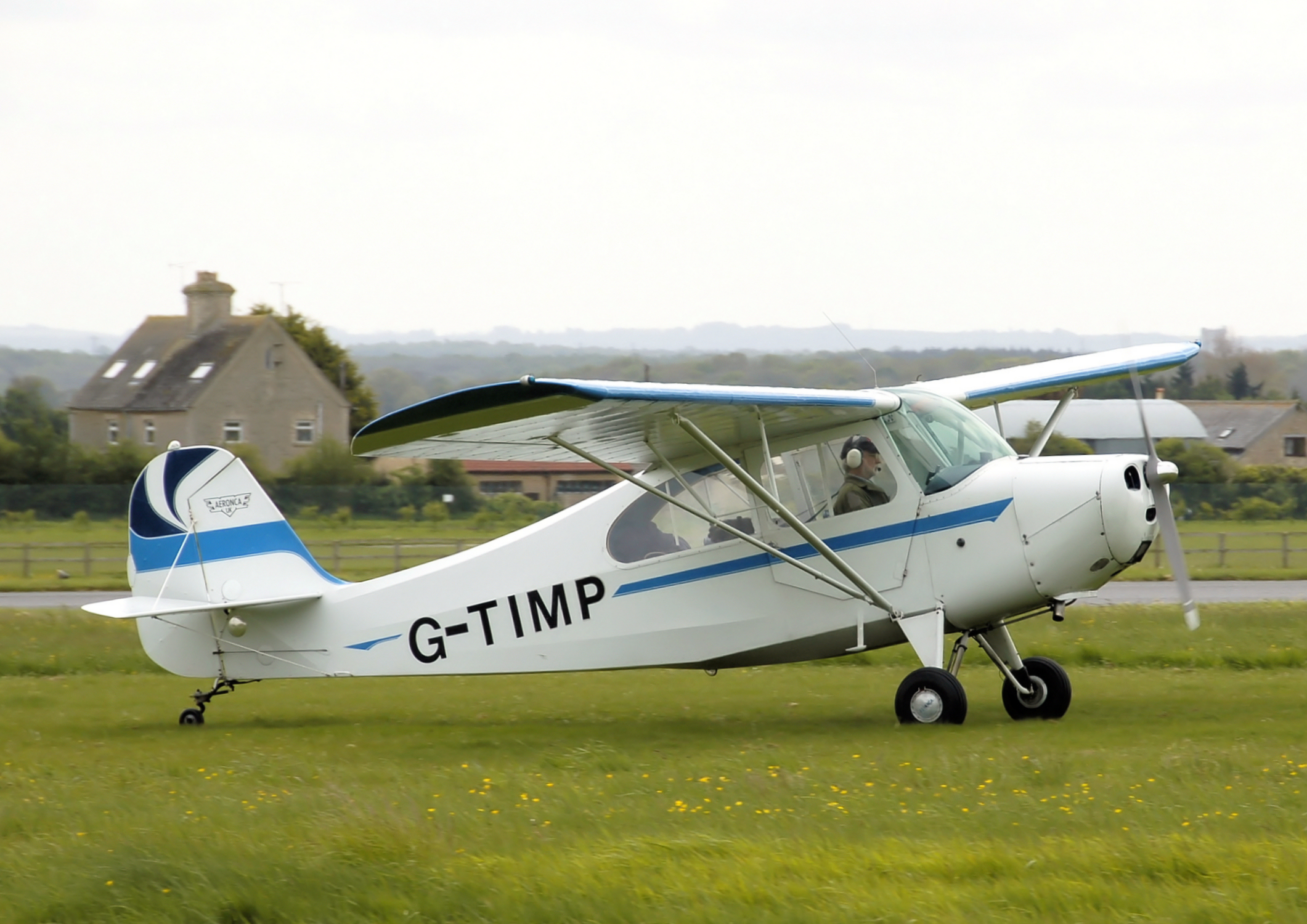
Aeronca 7BCM de 1946.

7AC Champion
Primera versión del Champion, equipada con un motor Continental A65-8, se fabricaron 7200 unidades de este modelo. Su versión con flotadores fue el S7AC.
7BCM (L-16A)
En 1947, Aeronca inicia la construcción del 7BCM, que empleaba un motor Continental C85 y un tren de aterrizaje principal "sin rebotes". Toda la producción fue adquirida por las fuerzas armadas de Estados Unidos, sirviendo como L-16A en la Fuerza Aérea de los Estados Unidos, el Ejército y la Guardia Nacional. En 1956, muchos L-16 fueron transferidos a la Civil Air Patrol. Últimamente, varios L-16A han vuelto al uso civil como 7BCM.
7CCM (L-16B)
Un modelo repotenciado con el Continental C90-8, frenos hidráulicos, un empenaje más grande y un peso neto aumentado a 590 kg es presentado en 1948 como la versión 7CCM. Se fabricaron 225 ejemplares, de los cuales 100 fueron enviados a la USAF como L-16B.

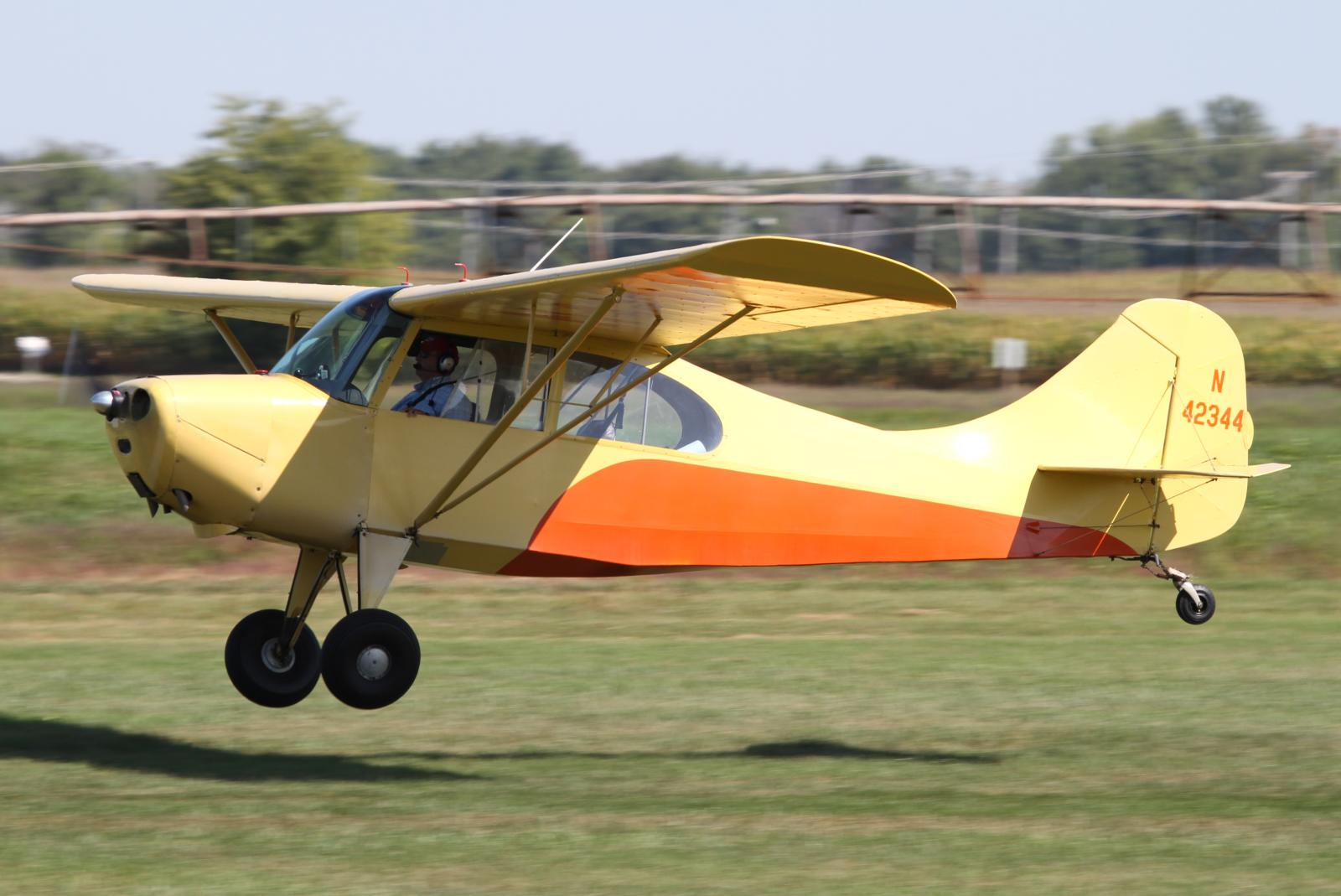
Aeronca 7DC

7DC
Variante de 1948, pero con motor Continental C85-8F, al igual que el 7CCM, utiliza un empenaje más grande para compensar el torque de un motor más potente. Además de ello, el avión incluye como equipo eléctrico básico un motor de arranque, generador, batería y radio. Se vendieron 168 unidades con precios de entre 2510 y 2665 dólares.
7EC Traveler
A partir de 1950, Aeronca introduce el 7EC, que cuenta con un motor Continental C90-8, además de sistema eléctrico con generador y motor de arranque. Esta versión fue la última fabricada por Aeronca Aircraft, que fabricó 96 unidades antes que los derechos sobre el Model 7 Champion fuesen cedidos a la Champion Aircraft Corporation, que reintrodujo el modelo en 1955, pero con pequeños cambios, como el uso de frenos hidráulicos en vez de mecánicos.
7FC Tri-Traveler
En 1957, Champion presenta la versión 7FC, que consta de un tren de aterrizaje triciclo, se fabricaron 457 unidades.
7GC Sky-Trac
Versión triplaza del 7EC de 1959, que está equipado con un motor Continental O-290-D2B. Es posible su utilización con flotadores, o con un equipo de pulverización agrícola.
7ECA Citabria
En 1964, el Model 7 sufre un gran cambio en su diseño, al eliminar los extremos redondeados de las alas, que fue seguido en los modelos siguientes; y dando opción de equipar el avión con un motor Continental O-200A o un Lycoming O-235-C1.
7ACA
En 1970, la Champion Aircraft Corporation es adquirida por AviaBellanca Aircraft, y el año siguiente presenta la versión 7ACA, que presenta un motor Franklin 2A-120B en vez de los ya usuales Continental, además de recibir cambios en el tren de aterrizaje principal.

## Especificaciones (Model 7AC)
Referencia datos: AIRCRAFT SPECIFICATION NO. A-759

### Características generales
- Tripulación: Uno (piloto)
- Capacidad: 1 pasajero
- Longitud: 6,7 m (22 ft)
- Envergadura: 10,7 m (35,1 ft)
- Altura: 2,3 m (7,5 ft)
- Superficie alar: 15,8 m² (170,1 ft²)
- Peso vacío: 325 kg (716,3 lb)
- Peso máximo al despegue: 533 kg (1174,7 lb)
- Planta motriz: 1× motor bóxer de 4 cilindros refrigerado por aire Continental A65-8.
  - Potencia: 48 kW (66 HP; 65 CV)
- Hélices: Bipala de paso fijo de madera
- Diámetro de la hélice: 1,82 m

### Rendimiento
- Velocidad nunca excedida (Vne): 207,6 km/h (129 MPH; 112 kt)
- Velocidad máxima operativa (Vno): 160 km/h (99 MPH; 86 kt)
- Velocidad crucero (Vc): 137 km/h (85 MPH; 74 kt)
- Velocidad de entrada en pérdida (Vs): 62 km/h (39 MPH; 33 kt)
- Alcance: 740 km (400 nmi; 460 mi)
- Techo de vuelo: 4100 m (13 451 ft)
- Régimen de ascenso: 1,8 m/s (354 ft/min)

## Aeronaves relacionadas

### Desarrollos relacionados
- Aeronca K Scout
- Aeronca Chief
- Bellanca Citabria
- Champion Lancer

### Aeronaves similares
- Fieseler Fi 156 Storch
- Piper J-3 Cub
- Kitfox Model 5
- Taylorcraft BC-65
- Taylorcraft L-2
- Aeronca L-3
- Zlin Savage Cub

### Secuencias de designación
- Secuencia Numérica (interna de Aeronca): 7 (BCM/CCM/ECA/GCAA/GCBC/KCAB) - 8 (GCBC) - 9 - 10 →